# 318 هـ
318 هـ هي سنة في التقويم الهجري امتدت مقابلةً في التقويم الميلادي بين سنتي 930 و931.

## وفيات
- أبو كامل شجاع بن أسلم
- ابن أخي ربيع
- يحيى بن سرافيون

- ابن المنذر النيسابوري
- ابن صاعد